# Dmitrii Mandrîcenco
Dmitrii Mandrîcenco (Tiraspol, 13 maggio 1997) è un calciatore moldavo, centrocampista della Dinamo Batumi.

## Carriera

### Club
Ha esordito nel campionato moldavo con la maglia della Dinamo-Auto nel 2015. Dopo una breve parentesi allo Spicul Chișcăreni, gioca tre stagioni con lo Sfîntul Gheorghe (esordendo anche in Europa League), rimanendovi fino al 2020.
Nel 2021, si trasferisce in Georgia, firmando per il Saburtalo Tbilisi, con cui, oltre a giocare da titolare segnando nove reti in campionato, vince una coppa nazionale.
Il 3 gennaio 2022, lascia la compagine georgiana e firma per gli ucraini dell'Inhulec'.

### Nazionale
Ha fatto parte, tra il 2015 e il 2017, del giro delle nazionali giovanili moldave.
Il 18 gennaio 2022 arriva l'esordio in nazionale maggiore in un match amichevole perso per 3-2 contro l'Uganda, dove segna il gol del momentaneo 1-0 per i moldavi.

## Palmarès

### Club

#### Competizioni nazionali
- Cupa Federației: 1

Sfîntul Gheorghe: 2020
- Coppa di Georgia: 1

Saburtalo Tbilisi: 2021